# Tyranneau roitelet
Tyrannulus elatus
Genre
Espèce
Statut de conservation UICN

 LC  : Préoccupation mineure
Le Tyranneau roitelet (Tyrannulus elatus) est une espèce d'oiseaux de proie de la famille des Tyrannidae. C'est la seule espèce du genre Tyrannulus.

## Répartition
Cet oiseau vit en Bolivie, au Brésil, en Colombie, au Costa Rica, en Équateur, en Guyane française, au Guyana, au Panama, au Pérou, au Suriname et au Venezuela.

## Habitat
Il habite les forêts humides subtropicales ou tropicales de plaine, les marais et les anciennes forêts fortement dégradées.